# تشن شياو (ممثل)
تشن شياو (بالصينية: 陈晓) هو مغني وممثل صيني، ولد في 5 يوليو 1987 بخفي في الصين.

## وصلات خارجية
- تشن شياو على موقع IMDb (الإنجليزية)
- تشن شياو على موقع قاعدة بيانات الفيلم (الإنجليزية)